# 알렉산더 웹스터

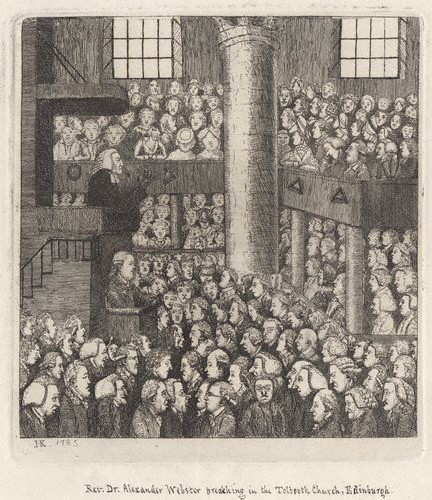
알렉산더 웹스터가 설교하는 모습

알렉산더 웹스터 ( Alexander Webster; 1708년 - 1784년 1월 25일 ) 스코틀랜드의 작가이며 목회자이다. 그는 1753년에 스코틀랜드 교회의 총회 사회를 보았다.
그는 1708년에 목사인 제임스 웹스터의 아들로 태어났다. 그는 스코틀랜드 교회에서 목회하면서 피페에 있는 컬로스에서 메리 어스킨을 만나 결혼 하였다. 그는 1742년에 목회자를 잃은 미망인들을 위한 연금 제공을 주장하였다. 그는 1742년에 '감리교은동'을 옹호하였다.